# Averil Cameron
Averil Cameron (ur. 8 lutego 1940) – brytyjska historyk, specjalizująca się w historii starożytnej, bizantynolog. 

## Życiorys
Wykładała w latach 1974-1989 w King's College w Londynie. Obecnie jest profesorem w Oxford University. 
Wyróżniona doktoratami honorowymi uniwersytetów: w Warwick, St Andrews, Aberdeen i Queen's University w Belfaście. 

## Wybrane publikacje
- Agathias, Clarendon 1970.
- Procopius and the Sixth Century, Duckworth 1985.
- Christianity and the Rhetoric of Empire: The Development of Christian Discourse, 1991
- The Later Roman Empire, AD 284-430, Fontana 1993.
- The Mediterranean World in Late Antiquity, AD 395-600, Routledge 1993.
- (red.) Images of Women in Antiquity, Routledge 1993),
- (red.) The Cambridge Ancient History: t. 12: The Crisis of Empire, AD 193-337, Cambridge 2005; t. 13: The Late Empire AD 337-425, Cambridge 1998; t. 14: Late Antiquity: Empires and Successors AD 425-600, Cambridge 2000.
- The Byzantines, Blackwell 2006.
- Dialoguing in Late Antiquity (Cambridge, MA:: Ashgate Harvard University Press, 2014)
- Byzantine Matters (Princeton: Princeton University Press, 2014)
- Arguing it Out: Discussion in Twelfth-Century Byzantium (Central European University Press, 2016)
- Dialogues and Debates from Late Antiquity to Late Byzantium, ed. with Niels Gaul (Milton Park: Routledge, 2017)